# Aurela

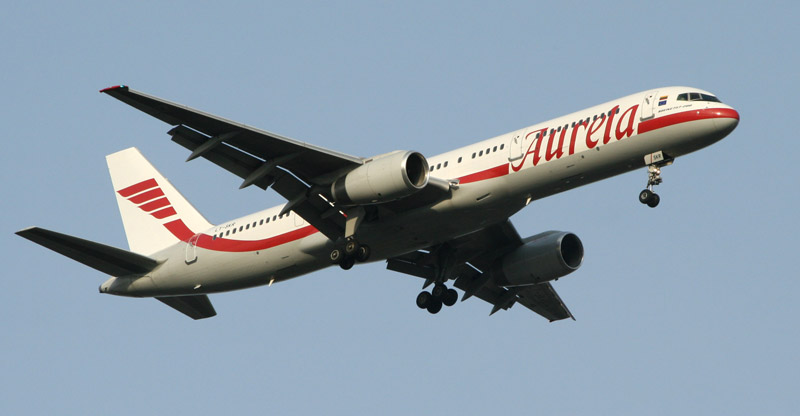
Máy bay Boeing 757-200 của Aurela

Aurela (mã ICAO = LSK) là hãng hàng không của Litva, trụ sở ở Vilnius. Hãng chở khách thuê bao cho các hãng du lịch của các nước vùng Biển Baltic. Căn cứ của hãng ở Sân bay quốc tế Vilnius.

## Lịch sử
Aurela là hãng hàng không tư đầu tiên của Litva được thành lập năm 1995 và bắt đầu hoạt động từ năm 1996 bằng 1 máy bay Tupolev Tu-134A. Năm 2001 hãng mua 1 máy bay Hawker HS-125-700 có 8 chỗ ngồi để chở khách VIP và thuê 1 máy bay JAK-420 mới hơn có 120 chỗ ngồi. Năm 2003 hãng thuê thêm 1 máy bay JAK-42D nữa. Năm 2004 hãng thay 1 máy bay JAK-42D bằng máy bay Boeing 737-300 hiện đại hơn. Chuyến bay đầu tiên của máy bay Boeing này trùng hợp với ngày Litva trở thành thành viên của Cộng đồng châu Âu. Aurela cũng có hân hạnh chở tổng thống Valdas Adamkus của Litva tới Kiev trong thời kỳ Cách mạng màu da cam và dự tang lễ cố giáo hoàng Gioan Phaolô II. 
Năm 2005, hãng thay các máy bay cũ của Nga sản xuất bằng các máy bay của Tây phương. Tháng 7/2006 hãng thuê thêm máy bay Boeing 737-300 thứ hai. Tháng 12/2006 hãng mua 1 máy bay Hawker 850XP mới 9 chỗ ngồi để chở khách VIP. Cùng năm công ty du lịch Novaturas Travel Company trở thành khách hàng của hãng. 

## Đội máy bay
(Tháng 1/2008):

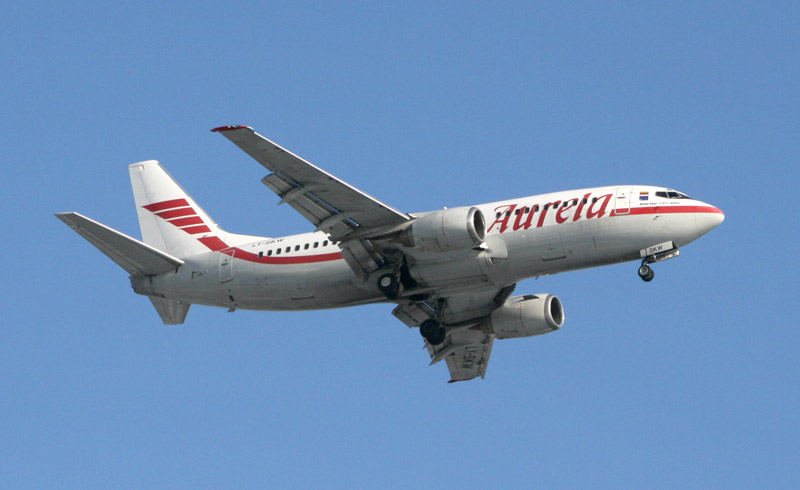
Máy bay Boeing 737-300 vủa Aurela

- 2 Boeing 737-300 (ký số LY-SKW và LY-SKA)
- 2 Boeing 757-200 (ký số LY-SKR và LY-SKJ)
- 1 Hawker 850XP (ký số LY-SKD)